# Plocaederus glabricollis
Plocaederus glabricollis là một loài bọ cánh cứng trong họ Cerambycidae.